# سنا (بازیکن فوتبال)
سنا (انگلیسی: Sena؛ زادهٔ ۱۶ سپتامبر ۱۹۷۸) بازیکن فوتبال اهل گینه استوایی است.
از باشگاه‌هایی که در آن بازی کرده‌است می‌توان به باشگاه فوتبال آلمریا اشاره کرد.
وی همچنین در تیم ملی فوتبال گینه استوایی بازی کرده‌است.